# Laura Nicorescu
Laura Nicorescu (* 1983 oder 1985 in Bukarest) ist eine rumänische Opernsängerin (Sopran).

## Leben
Laura Nicorescu absolvierte 2005 ihr Studium an der Universität in Bukarest und erhielt 2008 ihr Magisterium am Mozarteum in Salzburg. 2005 wurde sie während ihres Engagements beim Internationalen Rheinsberg Opernfestival mit einem Förderpreis ausgezeichnet und ein Jahr später debütierte sie in Salzburg in einer Zauberflöten-Produktion von Grace Bumbry in der Rolle der Pamina. 2007 sang sie in den Uraufführungen von Reinhard Febels Oper Das Gespensterhaus und von Fausto Tuscanos L'ultimo Tango di Madame Ivonne die Hauptrollen. Ende 2007 war sie als Taumännchen in Humperdincks Hänsel und Gretel unter der Regie von Philipp Harnoncourt in Rosenheim zu hören. 2008 sang sie die Lehrerin in Die feuerrote Friederike (Elisabeth Naske) und im Juni 2008 die Pamina in der Zauberflöte unter der Regie von Eike Gramss.
Von 2008 bis 2009 war sie im Jungen Ensemble der Bayerischen Staatsoper engagiert. Dort sang sie u. a. Erster Engel (Palestrina); Taumännchen (Hänsel und Gretel); Schleppträgerin (Elektra); Jano (Jenufa), Modistin (Der Rosenkavalier); Ismene (Medea in Corinto) und Clorinda (La Cenerentola). In der Spielzeit 2009/10 war sie in der Neuproduktion von L’elisir d’amore als Cover für die Rolle der Adina sowie in der Uraufführung Die Tragödie des Teufels von Péter Eötvös als Einspringerin für die Eva besetzt.
In der Saison 2010/11 stand Nicorescu in Antwerpen und Gent als Konstanze (Die Entführung aus dem Serail) auf der Bühne. 2012 war sie ebendort als Frasquita in Carmen zu sehen.
In der Spielzeit 2012/13 sang Nicorescu am Landestheater Salzburg die Despina in Così fan tutte und die Sophie in Werther. Ab der Spielzeit 2013/14 war sie festes Ensemblemitglied am Salzburger Landestheater. Zur Spielzeiteröffnung 2014/15 sang sie dort die  Rolle der Pamina in Mozarts Oper Die Zauberflöte.
Es folgten internationale Engagements mit dem Schwerpunkt auf dem Mozart-Repertoire. Sie sang Partien wie Konstanze, Pamina (Die Zauberflöte), Servilia (La clemenza di Tito), Zerlina (Don Giovanni; 2016 an der Opera Royal de Versailles) und ebenso die Susanna (Le nozze di Figaro). Im Dezember 2014 gastierte sie erneut an der Flämischen Oper in Antwerpen als Despina.
Sie tritt international auch als Konzertsängerin auf und arbeitete u. a. mit den Dirigenten Fabio Luisi, Kirill Petrenko, Ivor Bolton, Leo Hussain, Asher Fisch und Kent Nagano zusammen. Als Lied-Interpretin trat sie mit Recitals in der Berliner Philharmonie, im Musikverein Wien, mit der Academy of St Martin in the Fields und in der St James’s Church, Piccadilly in London auf.
Sie ist Preisträgerin zahlreicher Internationaler Wettbewerbe.

## Auszeichnungen
- 1998 – 1. Preis bei einem nationalen Wettbewerb
- 1999 – 1. Preis beim Wettbewerb in Constanța
- 2000 – 2. Preis des Wettbewerbs ORPHEUS
- 2000 – 1. Preis in Ploiești
- 2001 – 1. Preis in Brăila
- 2003 – 1. Preis beim Wettbewerb MIHAIL JORA
- 2004 – 1. Preis beim Wettbewerb IONEL PERLEA
- 2004 – Sonderpreis beim Liedwettbewerb Brașov
- 2004 – Excelense Preis beim Liedwettbewerb Brașov
- 2005 – Preisträger beim Kammeroper Schloss Rheinsberg
- 2006 – Sonderpreis beim Francisco-Viñas-Wettbewerb
- 2008 – Zonta Club Prize für talentierte junge Sänger